# Capítulo 1 (álbum de Morad y Beny Jr)
Capítulo 1 (también conocido como K y B. Capitulo 1) es el primer extended play de los raperos hispano-marroquí Morad y Beny Jr lanzado el 1 de abril de 2022 y distribuido por Altafonte Network. El proyecto cuenta con éxitos como «Vuelve», «Que dirá», «Cómo es?», entre otros.

## Historia

### Antecedentes
Morad y Beny Jr se conocieron en Hospitalet de Llobregat en su juventud, y desde entonces entablaron una amistad de barrio. Los dos se establecieron en los suburbios de La Florida y allí comenzaron su carrera musical casi a la par.

### Portada
En la portada del álbum se pueden apreciar a Beny Jr (de gris) en la parte de grabación y Morad (de azul) a un costado escuchando y tomando una Coca-Cola. El nombre del álbum se debe a los apodos de los artistas, primeramente la K (de Koala) es por Morad y la B (de Beny) es por Beny Junior.

## Lanzamiento
El proyecto con tiene seis sencillos y diferentes géneros musicales como house, drill, hip hop y trap. El disco fue publicado el 1 de abril en YouTube con los sencillos acompañados de visualizers y se encontró únicamente en sentido de streaming digital en las plataformas de Spotify, Deezer, ITunes, entre otros. Unos días después del lanzamiento el Spotify de Morad y Beny fueron hackeados con publicaciones de canciones de los artistas versionadas en parodias.

## Recepción
El EP rápidamente se posicionó en lo más alto de las listas de España, entrando el 10 de abril en la posición 6 y manteniéndose hasta el 26 de febrero de 2023, llegando a superar álbumes como Vice Versa de Rauw Alejandro, YHLQMDLG de Bad Bunny, Dharma de Sebastián Yatra, entre otros. El sencillo número 6 del álbum titulado «Sigue» fue certificado como sencillo de platino. En la página web elportaldemusica.es se ubicó el puesto 68° anual de 2022.

## Listado de canciones
| N.º | Título      | Música             | Escritor(es)                    | Duración |  |
| 1.  | «Cómo es?»  | SHB, Dave Craig    | Beny Junior, Morad El Khattouti | 2:48     |  |
| 2.  | «Que dirá?» | SHB, Nuviala, Scar | Beny Junior, Morad El Khattouti | 4:51     |  |
| 3.  | «La Verdad» | Steve Lean, Capo   | Beny Junior, Morad El Khattouti | 4:22     |  |
| 4.  | «Vuelve»    | SHB, Nardey, Scar  | Beny Junior, Morad El Khattouti | 3:29     |  |
| 5.  | «Lograr»    | Guapo              | Beny Junior, Morad El Khattouti | 3:31     |  |
| 6.  | «Sigue»     | Voluptyk           | Beny Junior, Morad El Khattouti | 3:31     |  |